# Глория
Вижте пояснителната страница за други личности с името Глория.
Галина Иванова Пенева, по-известна под артистичния псевдоним Глория, е българска попфолк и фолклорна певица, често наричана „Примата на българския попфолк“.
Списанието за попфолк „Нов фолк“ и дава наградата „Певица на годината“ за 1998, 1999, 2000, 2001 и 2003 година и „Певица на десетилетието“ през 2007 година. Глория изнася самостоятелни концерти в Зала 1 на НДК през 2000, 2003, 2009, 2015 и 2024 г.

## Музикална кариера

### 1994 – 99: Началото и първите успехи
Той е впечатлен от нея и казва, че има талант да композира. Глория е категорична, че няма да пее кючеци.
Дебютният ѝ албум „Щастието е магия“/1994 г./ се приема повече от добре и е разпродаден в легален тираж от над 170 000 копия, а пиратските копия надхвърлят половин милион. За нея инж. Митко Димитров казва: „Глория е еталон. Всички се сравняват с нея. За всички тя е върхов критерий за качество и успех. Годините съвместна работа доказаха още нашата взаимна коректност, точност и лоялност. Тя е нашето знаме, тя е нашата гордост.“.
На 30 септември 1996 г. се ражда дъщеря ѝ – Симона Загорова.
Глория е автор и на текстовете на осем от песните.
Изпълнителката гостува в шоуто на Тодор Колев „Как ще ги стигнем американците“, където изпълнява на живо „Носталгия“, „Ангел с дяволска душа“, „Приятелко, ти моя най-добра“ и „I have nothing“. В предаването на зададен въпрос от водещия, заявява че общо всичките ѝ албуми дотогава са разпродадени с тираж от 400 000 – 500 000 копия.

### 2000 – 03: Връх:„12 диаманта“,„Илюзия“и„Крепост“
Компактдискът е сертифициран златен по продажби от Българската асоциация на музикалните продуценти (БАМП).

### 2004 – 2011:„Влюбена в живота“,„Благодаря“и„Имам нужда от теб“
Няколко месеца по-късно се появяват „Присъда“ и „Намери си майстора“ – още два тотални хита на Примата. Съвсем закономерно Глория е певицата, която закрива първото лятно турне на „Пайнер“. Заедно с нея на грандиозните концерти по стадионите в България пеят още седем от най-обичаните певици на фирмата. Същото лято се появява и вторият ѝ бест албум, озаглавен „10 години“ и включващ най-запомнящите се песни в 10-годишната ѝ кариера.[източник? (Поискан днес)]
През 2005 г. на пазара излиза 11-ият албум на изпълнителката – „Влюбена в живота“, който е приет противоречиво от феновете. Самата Глория твърди, че не е от най-любимите ѝ албуми, но изважда от него хитове: „Влюбена в живота“, „Обич моя“, „Спасение“, „Пияна вишна“. Въпреки това, албумът е на трето място по продажби в годишната класация на Пайнер мюзик. В края на годината заминава за Австралия, където концертите и преминават при изключителен интерес.[източник? (Поискан днес)]
През 2006 г. Глория не издава албум, но заснема цели 6 видеоклипа. Един от тях е на съвместната ѝ песен с популярната сръбската група „Луна“ – „Кръговрат“, която се налага като един от най-големите хитове на годината. През декември излиза и една много специална песен, която Глория посвещава на всички свои фенове – озаглавена е „Благодаря“, по текст на Мариета Ангелова и музика на Димитър Петров.
Песента „Благодаря“ дава заглавието на новия самостоятелен албум на изпълнителката. В този албум е една от най-емблематичните балади на Глория – песента „Ако те няма“, която става „Песен на годината“ на Наградите на списание Нов Фолк и също получава наградата на радио „Романтика“ за любовна песен на 2007 г. Албумът се продава с рекорден тираж, като само през първата седмица са продадени 16 000 копия.
През същата година Глория става част от журито на „Music Idol“, където журира редом с Йорданка Христова, Дони и Слави Трифонов.
По повод десетгодишния си юбилей списание „Нов фолк“ се допитва до читателите си, които избират Глория за „Певица на десетилетието“, а „Крепост“ – за „Видеоклип на десетилетието“. Наградите са връчени на церемония през 2008 г.
На 22 октомври 2009 г. Глория отпразнува 15 години на сцената в зала 1 на НДК. Заедно с нея на сцената излизат дъщеря ѝ Симона Загорова, Азис и оркестър Плам.

### 2012 – 15:„Пътеки“,„Пясъчни кули“и 20 години в сърцата на почитателите
2013 г. През пролетта Глория взема участие в танцувалното шоу „Dancing Stars“. В интернет изтичат две нови песни на певицата „Пулс“ и „Убиваш на място“. През септември Глория представя първия си фолклорен албум, озаглавен „Пътеки“. На 19 септември излиза видеоклип, към баладата „Пясъчни кули“. Песента става тотален хит и оглавява всички музикални класации за фолк музика. На 27 декември излиза песента „Утре ще е по добре“. След 3 дни излиза видеоклип, към последната песен на Глория за годината „Безсъние“/(Insomnia)“. На 12 Годишни музикални награди Глория спечелва две награди: „Фолклорен албум на годината“ – „Пътеки“ и Награда за Цялостно творчество от Signal.bg.
2014 г. Глория заминава на третото си Турне в САЩ и Канада. Певицата провежда концерти пред зали в градовете Чикаго, Вашингтон, Лас Вегас, Сиатъл, Тампа, Денвър, Атланта, Ню Йорк, Кейп Код.
Сред най-запомнящите се моменти за изпълнителката е съвместната изява на една сцена в Монако с израелската певица Ищар, с която изпълниха в дует емблематичната песен „Я кажи ми, облаче ле бяло.“
Точно на 28 юни, когато е рожденият ден на Глория, излиза новият ѝ албум, озаглавен „Пясъчни кули“. Певицата представя три нови песни в албума – „Като буря“, „Прегърни ме“ и „Изсвирете нещо ударно“ с live версии, а впоследствие последната песен се сдобива и с видеоклип. Албумът оглавява половин година класациите за продажби на попфолк музика.
На 30 септември певицата отбеляза 20 години на музикалната сцена със самостоятелен концерт в зала 1 на НДК с участието на Дани Милев Бенд. Концертът е издаден и на DVD – „Глория – 20 години на сцена“.

## Дискография

### Студийни албуми
- Щастието е магия (1994)[33]
- За добро или зло (1995)[34]
- Ангел с дяволска душа (1996)[35]
- Носталгия (1997)[36]
- Стопроцентова жена (1998)[37]
- 12 диаманта (2000)[38]
- Илюзия (2001)[39]
- Крепост (2003)[40]
- Влюбена в живота (2005)[41]
- Благодаря (2007)[42]
- Имам нужда от теб (2011)[43]
- Пътеки (2013)[44]
- Пясъчни кули (2015)[45]
- Любовта настоява (2019)[46]

### Компилации
- The best (1999)[47]
- 10 години (2004)[48]
- 15 години златни хитове (2009)[49]
- Златните хитове на Пайнер 1 – Глория (2012)

## Кавъри на нейни песни
В своята 23-годишна кариера Глория винаги залага на авторска музика, като в повечето си албуми, тя е автор на музиката и текстовете на песните. Над 30 са кавър версиите на нейни песни, реализирани в страните от бивша Югославия, Румъния, Албания и Гърция. Най-много варианти са направени на песните ѝ „Ледена кралица“ и „Не сме безгрешни“ (6 версии).

## Награди
| Година | Получател            | Награда |
| ------ | -------------------- | --- |
| 1994   | Глория               | Откритие на годината – в. „24 Часа“                                                                          |
| 1995   | Глория               | Най-продаван албум за годината в България – „За добро или зло“ – Глория (Пайнер студио)                      |
| 1998   | „100% жена“          | Годишни награди на „Нов фолк“ – Хит на годината                                                              |
| 1998   | Глория               | Годишни награди на „Нов фолк“ – Певица на годината                                                           |
| 1998   | Глория               | Годишни награди на „Нов фолк“ – Награда за изключителни постижения                                           |
| 1998   | Глория               | Годишни награди на Хит Коктейл – Цялостно творчество и принос                                                |
| 1999   | „Българка“           | „Тракия фолк“ – Награда на публиката за песента „Българка“                                                   |
| 1999   | Глория               | Годишни награди на „Нов фолк“ – Певица на годината                                                           |
| 2000   | „Не остарявай, мамо“ | „Тракия фолк“ – Награда на публиката за песента „Не остарявай, мамо“                                         |
| 2000   | Глория               | Годишни награди на „Нов фолк“ – Певица на годината                                                           |
| 2001   | Глория               | Годишни награди на „Нов фолк“ – Награда за изключителни постижения                                           |
| 2001   | „Илюзия“             | Годишни награди на сп. „Нов фолк“ – Албум на годината – „Илюзия“.                                            |
| 2001   | „Илюзия“             | Златният мустанг – Попфолк видеоклип на годината – „Илюзия“                                                  |
| 2001   | Глория               | Певица на годината на читателите на в-к „Фолк ревю“                                                          |
| 2002   | Глория               | Годишни награди на „Нов фолк“ – Награда за изключителни постижения                                           |
| 2003   | Глория               | Годишни награди на „Нов фолк“ – Певица на годината                                                           |
| 2003   | „Крепост“            | Годишни награди на сп. „Нов фолк“ – Албум на годината – „Крепост“.                                           |
| 2003   | „Крепост“            | Годишни награди на сп. „Нов фолк“ – Клип на годината – „Крепост“.                                            |
| 2004   | Глория               | Годишни награди на „Нов фолк“ – Най-добро изпълнение на живо                                                 |
| 2004   | Глория               | Годишни награди на „Нов фолк“ – Певица на годината                                                           |
| 2004   | „Присъда“            | Годишни награди на сп. „Нов фолк“ – Песен на годината – „Присъда“.                                           |
| 2004   | „Не сме безгрешни“   | Годишни награди на „Нов фолк“ – Дует на годината – „Не сме безгрешни“                                        |
| 2005   | Глория               | Годишни награди на „Нов фолк“ – Награда за изключителни постижения                                           |
| 2005   | Глория               | Годишни награди на „Нов фолк“ – Успехи зад граница                                                           |
| 2005   | Глория               | Пирин Фолк – Награда за принос в развитието на българската музика                                            |
| 2006   | Глория               | Награда за изключителни постижения – списание „Нов фолк“.                                                    |
| 2007   | „Ако те няма“        | Награда на радио „Романтика“ – Любовна песен на 2007 г.                                                      |
| 2007   | Глория               | Годишни награди на сп. „Нов фолк“ – Певица на десетилетието, Видеоклип на десетилетието и Песен на годината. |
| 2008   | Глория               | Годишни награди на сп. „Нов фолк“ – Награда за принос в развитието на попфолка.                              |
| 2008   | Глория               | Годишни награди на „Нов фолк“ – Награда на журналистите                                                      |
| 2008   | Глория               | Звезда на списание „Блясък“                                                                                  |
| 2009   | Глория               | Годишни награди на сп. „Нов фолк“ – Най-добро изпълнение на живо.                                            |
| 2010   | Глория               | Годишни награди на „Нов фолк“ – Приемственост между автентичен и нов фолк.                                   |
| 2011   | Глория               | Годишни награди на „Нов фолк“ – Приемственост между автентичен и нов фолк.                                   |
| 2011   | Глория               | Награда на радио „Романтика“ – Любовна изпълнителка на годината.                                             |
| 2013   | Глория               | Специална награда на „Сигнал.бг“ – За цялостно творчество и принос в развитието на попфолка.                 |
| 2018   | Глория               | Награди на Илевън Клуб – Музикален идол                                                                      |
| 2024   | Глория               | Принос в развитието на музикалната индустрия и 30 години на сцена                                            |

Годишни награди на ТВ „Планета“
| Година | Получател             | Награда                                                                                                |
| ------ | --------------------- | --- |
| 2002   | Глория                | Най-успешен посланик на телевизия „Планета“ по света                                                   |
| 2003   | „Лабиринт“            | Видеоклип с най-добри специални ефекти                                                                 |
| 2003   | „Крепост“             | Видеоклип с най-добър сценарий                                                                         |
| 2003   | „Крепост“             | Видеоклип с най-добра режисура                                                                         |
| 2004   | Глория                | Специална награда на Пайнер Мюзик за 2004 (за най-ползотворна съвместна работа)                        |
| 2007   | Глория                | Специална награда на Пайнер Мюзик за 2007 (за изключителен принос в музикалната индустрия)             |
| 2007   | „Ако те няма“         | Любовна песен на 2007 на радио „Романтика“                                                             |
| 2009   | Глория                | Специална награда на Пайнер Мюзик за 2009 (за 15 години на сцена)                                      |
| 2011   | „До последната сълза“ | Баладичен хит на годината                                                                              |
| 2013   | „Пътеки“              | Фолклорен албум на годината                                                                            |
| 2013   | Глория                | Награда на интернет портал „Signal.bg“ (цялостно творчество и принос в развитието на попфолк музиката) |

## Изяви
Концерти зад граница: САЩ, Канада, Великобритания, Испания, Турция, Гърция, Кипър, Израел, Северна Македония, Австралия.
През 2004 г. Глория участва в турнето „Планета Прима“. През 2006 г. певицата е част от концерта „Планета Мура Мега“ в София.